# Brinckochrysa kintoki
Brinckochrysa kintoki är en insektsart som först beskrevs av Okamoto 1919.  Brinckochrysa kintoki ingår i släktet Brinckochrysa och familjen guldögonsländor. Inga underarter finns listade i Catalogue of Life.